# Andreas Pohlmann (Künstler)
Andreas Pohlmann (* 14. Februar 1959 in Herzberg am Harz) ist ein deutscher Künstler, Kunstwissenschaftler und Fotograf.

## Leben
Pohlmann studierte nach dem Abitur ab 1980 Kunstgeschichte, Neuere Deutsche Literaturwissenschaften und Verfassungs-, Sozial- und Wirtschaftsgeschichte an der Universität Bonn. Während des Studiums entstandene freie künstlerische Arbeiten und experimentelle Fotografie wurden im Kunsthistorischen Institut der Universität ausgestellt. Er schloss 1991 sein Studium mit der Promotion über den konstruktivistischen Maler Leo Breuer ab. Anschließend arbeitete er als wissenschaftlicher Mitarbeiter und Kurator am August Macke Haus in Bonn.

## Werk
Pohlmann beschäftigt sich in seinen fotografischen Arbeiten mit Mustern, Strukturen und Rhythmen, die er in Landschaften, Architekturen und abstrakten Experimenten findet.
In den frühen 1990er-Jahren publizierte er eine Reihe von Künstlerbüchern mit eigenen Texten und Illustrationen. Seit etwa Mitte der 1990er-Jahre trat die Arbeit an Texten zu Gunsten konzeptueller und gestalterischer Tätigkeit zurück. Seit Anfang der 2000er-Jahre kam mit der Bildtechnik (Lithografie) eine weitere Gestaltungstechnik hinzu.
So entstanden seit 1991 zirka 145 Publikationen zu Themen aus Architektur, Kunst, Stadt-, Kultur-, Unternehmens- und Vereinsgeschichte. Auftraggeber sind Sammler, Galerien, Vereine, Unternehmen und Künstler.
Seit 2010 beschäftigt er sich in experimenteller Panoramafotografie.

## Preise und Auszeichnungen
- 1995 Paul-Clemen-Stipendium des Landschaftsverbandes Rheinland für die beste kunsthistorische Dissertation.

## Einzelausstellungen (Auswahl)
- 1990 PlakArt, Fotografie im öffentlichen Raum, Galerie Rahmel Köln
- 1991 13 zu 100, Kölner Künstler sehen den Kaufhof, Grafik, mit Mathias Pohlmann
- 1993 Coelner Grundbuch, Kölnisches Stadtmuseum, mit Mathias Pohlmann
- 1994 Coelner Grundbuch, Gesellschaft für Kunst und Gestaltung Bonn, mit Mathias Pohlmann
- 1994 Abstrakte Bilder, im Foyer des Senftöpfchen Theaters, Köln
- 2002 Weltgedächtnis, mit Hermann Josef Hack im Kunstverein Rhein-Sieg (Pumpwerk), Siegburg

## Publikationen
- Leo Breuer (1893–1975). Ein Konstruktivist im künstlerischen Aufbruch nach dem Zweiten Weltkrieg. Hrsg. vom Bonner Kunstverein. Mit einem Nachwort von Margarethe Jochimsen. Philosophische Dissertation. Bonn 1991. Bonn: Bonner Kunstverein 1994.
- August Macke. Biographie. Vorwort Margarethe Jochimsen. Bonn: August Macke Haus 1992. (Schriftenreihe Verein August Macke Haus Bonn). ISBN 978-3-929607-03-1
- Andreas Pohlmann u. Jacques Breuer (Hrsg.): Begegnungen mit Leo Breuer. Hommage zum 100. Geburtstag 1993. Bonn: Siering 1993. ISBN 978-3-923154-15-9
- mit Hermann Josef Hack: Malbuch für Flüchtlinge. Painting Book for Refugees. Bonn: Bernstein-Verl. 2015. ISBN 978-3-945426-19-7